# Calcio Catania 2017-2018
Questa voce raccoglie le informazioni riguardanti il Calcio Catania nelle competizioni ufficiali della stagione 2017-2018.

## Stagione
Per la nuova stagione 2017-2018 il Catania si affida all'allenatore Cristiano Lucarelli, scelto dopo l'ottima stagione a Messina terminata a ridosso della zona Play-off nonostante i pesanti problemi societari conclusi con la mancata iscrizione al campionato. Gli Etnei sono tra i protagonisti del mercato estivo con ritorni di spicco come quello del regista Francesco Lodi e conferme importanti come quelle di Pisseri, Biagianti e Marchese. Inoltre la rosa si rinforza ulteriormente con l'arrivo dei difensori Aya, Bogdan e Tedeschi e degli attaccanti Ripa e Curiale. Il campionato non inizia nel migliore dei modi, anche a causa della pesante preparazione pre-campionato, racimola un solo punto nelle prime due gare. Successivamente la squadra inizia a trovare la quadratura inanellando un filotto di sei vittorie consecutive e raggiungendo la prima posizione della classifica insieme al Lecce. Il duello con il Lecce per il primato della classifica si protrae per tutta la stagione. Il Catania conclude la stagione regolamentare al secondo posto con 70 punti, quattro in meno dal Lecce capolista; complice una flessione nel finale con due sconfitte alla terzultima e penultima giornata di campionato.
Seconda in classifica con 70 punti, alle spalle del promosso Lecce, la squadra catanese accede direttamente ai quarti di finale dei play-off, dove elimina la Feralpisalò (1-1) in trasferta e (2-0) in casa, ma in semifinale è eliminata, al termine di due combattute sfide, dal Siena (3-4) dopo i calci di rigore (sconfitta (1-0) in trasferta e vittoria (2-1) in casa. I Play-off sono stati vinti dal Cosenza, che sale come quarta promossa in Serie B.
Nella Coppa Italia di Serie C il Catania vince il girone L di qualificazione eliminando Leonzio ed Akragas, poi il cammino della compagine Etnea si chiude nel 2º Turno, dopo la sconfitta interna (1-2) contro il Cosenza il 22 novembre 2017.
Durante questa stagione la società acquista il titolo della squadra femminile di calcio della città facendo nascere il Catania che milita nel campionato di Serie B, disputando le proprie partite a Torre del Grifo.

## Divise e sponsor
Per la stagione 2017-2018, lo sponsor tecnico è Givova (che torna dopo 2 anni di assenza), mentre gli sponsor di maglia sono DomusBet (main sponsor), Bacco (co-sponsor), GNV (co-sponsor nei pantaloncini) e Lore Caffè (sul retro della maglia, sotto il numero).
| Casa | Trasferta | Terza divisa |

## Organigramma societario
ORGANI DI AMMINISTRAZIONE E CONTROLLO
Consiglio di amministrazione
- Presidente: Davide Franco
- Amministratore delegato: Pietro Lo Monaco
- Consiglieri di amministrazione: Giuseppe Gitto, Ida Linda Reitano, Giuseppe Caruso

Collegio sindacale
- Presidente: Sergio Monteodoro
- Sindaci: Elisa Rita Ferrari, Gabriele Felici

AREE E MANAGEMENT
Area gestione aziendale
- Direttore generale: Pietro Lo Monaco
- Responsabile amministrativo: Carmelo Milazzo
- Segretario generale: Giorgio Borbone
- Addetta contabilità: Paola Bruno
- Traduttrice, interprete e segretaria: Elvira Strano
- Responsabile logistica e Supporter liaison officer: Giuseppe Franchina
- Responsabile relazioni esterne e istituzionali: Antonio Carbone
- Responsabile legale: Ida Linda Reitano
- Consulente legale affari sportivi: Eduardo Chiacchio
- Consulente legale: Michele Scacciante
- Delegato sicurezza: Antonio Russo
- Vice delegato sicurezza: Francesco Giannotta
- Collaboratore support technology: Enzo Longhitano
- Magazzinieri: Antonio Pennisi, Alessandro Musumeci, Giuseppe Motta

Area comunicazione
- Responsabile comunicazione: Angelo Scaltriti
- Web Designer: Fabio De Luca
- Fotografo: Filippo Galtieri

Area marketing
- Responsabile area marketing: Saverio Provenzano
- Direttore commerciale: Vincenzo Lo Monaco
- Marketing manager: Daniela Lazzaro
- Marketing manager: Sergio Muratore

Area sportiva
- Direttore sportivo: Christian Argurio
- Responsabile area tecnica: Mario Marino
- Responsabile settore giovanile: Alessandro Failla
- Responsabile attività di base: Orazio Russo
- Team Manager: Emanuele Passanisi

Area tecnica
- Allenatore: Cristiano Lucarelli
- Allenatore in seconda: Richard Vanigli
- Collaboratore tecnico: Alessandro Conticchio
- Match Analyst: Ivan Francesco Alfonso
- Allenatore dei portieri: Marco Onorati
- Preparatore atletico: Alberto Bartali
- Preparatore atletico addetto alla riabilitazione: Giuseppe Colombino

Area sanitaria
- Responsabile sanitario: dottor Antonio Licciardello
- Medico sociale: Antonino Puglisi
- Medico sociale: Alfio Scudero
- Medico sociale: Mario Dottore
- Medico ortopedico: Arcangelo Russo
- Medico fisiatra: Francesco Guagliardo
- Fisioterapista: Andrea Calì
- Fisioterapista: Carmelo Cutroneo
- Massaggiatore: Salvatore Libra
- Osteopata: Angelo Fangano

## Rosa
Rosa e ruoli sono aggiornati al 31 gennaio 2018.
| N. |                     | Ruolo | Calciatore        |
| -- | ------------------- | ----- | ----------------- |
| 1  | Italia (bandiera)   | P     | Damiano Fabiani   |
| 3  | Italia (bandiera)   | D     | Samuele Berti     |
| 4  | Italia (bandiera)   | D     | Ramzi Aya         |
| 5  | Italia (bandiera)   | D     | Luca Tedeschi     |
| 6  | Italia (bandiera)   | C     | Giuseppe Rizzo    |
| 7  | Italia (bandiera)   | C     | Andrea Russotto   |
| 8  | Italia (bandiera)   | C     | Antonio Porcino   |
| 9  | Slovenia (bandiera) | A     | Maks Barišič      |
| 10 | Italia (bandiera)   | C     | Francesco Lodi    |
| 11 | Italia (bandiera)   | A     | Davis Curiale     |
| 12 | Italia (bandiera)   | P     | Matteo Pisseri    |
| 13 | Italia (bandiera)   | D     | Daniel Semenzato  |
| 14 | Croazia (bandiera)  | A     | Fran Brodić       |
| 15 | Italia (bandiera)   | D     | Giovanni Marchese |
| 16 | Italia (bandiera)   | D     | Emanuele Blondett |
| 17 | Italia (bandiera)   | C     | Rosario Bucolo    |

| N. |                   | Ruolo | Calciatore            |
| -- | ----------------- | ----- | --------------------- |
| 18 | Italia (bandiera) | C     | Giuseppe Fornito      |
| 19 | Gambia (bandiera) | D     | Kalifa Manneh         |
| 20 | Serbia (bandiera) | D     | Stefan Đorđević       |
| 21 | Italia (bandiera) | D     | Mirko Esposito        |
| 22 | Spagna (bandiera) | P     | Miguel Angel Martinez |
| 23 | Italia (bandiera) | A     | Andrea Di Grazia      |
| 24 | Italia (bandiera) | A     | Giuseppe Caccavallo   |
| 26 | Serbia (bandiera) | D     | Luka Bogdan           |
| 27 | Italia (bandiera) | C     | Marco Biagianti       |
| 28 | Italia (bandiera) | C     | Gianmarco Papaserio   |
| 29 | Italia (bandiera) | A     | Francesco Ripa        |
| 30 | Italia (bandiera) | C     | Salvatore Condorelli  |
| 31 | Italia (bandiera) | A     | Francesco Napolitano  |
| 32 | Italia (bandiera) | A     | Andrea Mazzarani      |
| 34 | Italia (bandiera) | A     | Mattia Rossetti       |

## Calciomercato

### Sessione estiva
| Acquisti | Acquisti            | Acquisti       | Acquisti      |
| R.       | Nome                | da             | Modalità      |
| -------- | ------------------- | -------------- | ------------- |
| D        | Luca Tedeschi       | Cosenza        | fine prestito |
| C        | Cristian Caccetta   | Cosenza        | definitivo    |
| D        | Edoardo Blondett    | Cosenza        | definitivo    |
| D        | Mirko Esposito      | Crotone        | temporaneo    |
| C        | Francesco Lodi      | Udinese        | definitivo    |
| D        | Luka Bogdan         | Vicenza        | definitivo    |
| A        | Giuseppe Fornito    | Trapani        | definitivo    |
| A        | Davis Curiale       | Trapani        | definitivo    |
| D        | Ramzi Aya           | Fidelis Andria | definitivo    |
| D        | Daniel Semenzato    | Pordenone      | definitivo    |
| A        | Valerio Anastasi    | Messina        | fine prestito |
| C        | Gladestony da Silva | Messina        | fine prestito |
| A        | Mattia Rossetti     | Vibonese       | fine prestito |
| A        | Francesco Ripa      | Juve Stabia    | definitivo    |
| A        | José Correia        | Inter          | temporaneo    |

| Cessioni | Cessioni           | Cessioni       | Cessioni                |
| R.       | Nome               | a              | Modalità                |
| -------- | ------------------ | -------------- | ----------------------- |
| A        | Diogo Tavares      | Sicula Leonzio | fine prestito           |
| D        | Andrea De Rossi    | Sicula Leonzio | fine prestito           |
| C        | Ivano Baldanzeddu  |                | 'fine prestito          |
| D        | David Biancola     | Potenza        | temporaneo              |
| C        | Simone Schisciano  | Potenza        | temporaneo              |
| A        | Maks Barisics      | Fidelis Andria | temporaneo              |
| D        | Placido Indelicato | Biancavilla    | prestito                |
| D        | Andrea Santoro     | Troina         | temporaneo              |
| C        | Gonzalo Piermateri | Instituto (C)  | risoluzione consensuale |
| P        | Pietro Terracciano | Empoli         | definitivo              |
| D        | Simone Pantò       | Taranto        | temporaneo              |
| P        | Luigi Spataro      | Taranto        | temporaneo              |
| C        | Federico Scoppa    | Monopoli       | svincolato              |
| A        | Kevin Biondi       | Igea Virtus    | prestito                |
| D        | David Mbodj        | Spoltore       | svincolato              |
| D        | Tino Parisi        | Siracusa       | svincolato              |
| D        | Mario Noce         | Chieri         | temporaneo              |
| C        | Samuele Maccioni   | Acireale       | temporaneo              |
| A        | Valerio Anastasi   | Catanzaro      | definitivo              |
| C        | Gaetano Bellanca   | Lecco          | temporaneo              |
| A        | Demiro Pozzebon    | Triestina      | temporaneo              |
| D        | Dario Bergamelli   | Pro Vercelli   | definitivo              |
| D        | Dráusio            |                | fine contratto          |
| A        | Giacomo Graziano   | Rieti          | prestito                |
| C        | Domenico Di Cecco  |                | fine contratto          |
| A        | Alfonso Sessa      | Sancataldese   | prestito                |
| C        | Alessio Rizzo      | Feltre         | prestito                |

### Sessione invernale
| Acquisti | Acquisti            | Acquisti       | Acquisti                         |
| R.       | Nome                | da             | Modalità                         |
| -------- | ------------------- | -------------- | -------------------------------- |
| C        | Giuseppe Rizzo      | Salernitana    | prestito con obbligo di riscatto |
| A        | Maks Barišič        | Fidelis Andria | fine prestito                    |
| A        | Giuseppe Caccavallo | Venezia        | prestito con obbligo di riscatto |

| Cessioni | Cessioni      | Cessioni    | Cessioni                         |
| R.       | Nome          | a           | Modalità                         |
| -------- | ------------- | ----------- | -------------------------------- |
| D        | Dragan Lovric | Alessandria | prestito con diritto di riscatto |
| A        | José Correia  | Inter       | fine prestito                    |

## Risultati

### Serie C

#### Girone di andata
| Arbitro: | Carella (Bari) |

|             |           |              |
| Curiale 45’ | Marcatori | 52’ De Sousa |

| Arbitro: | Mei (Pesaro) |

|              |           |  |
| De Marco 78’ | Marcatori |  |

| Arbitro: | Massimi (Termoli) |

|                                         |           |  |
| Biagianti 20’ Marchese 75’ Russotto 78’ | Marcatori |  |

| Arbitro: | Robilotta (Sala Consilina) |

|  |           |                                             |
|  | Marcatori | 40’ (rig.) Lodi 66’ Russotto 90+5’ Đorđević |

| Arbitro: | Schirru (Nichelino) |

|                 |           |  |
| Lodi 90’ (rig.) | Marcatori |  |

| Arbitro: | Dionisi (L'Aquila) |

|  |           |               |
|  | Marcatori | 11’ Mazzarani |

| Arbitro: | Amabile (Vicenza) |

|            |           |  |
| Curiale 8’ | Marcatori |  |

| 8 ottobre 2017 8ª giornata |  | – Turno di riposo Catania |  |  |

| Arbitro: | D'Apice (Arezzo) |

|  |           |               |
|  | Marcatori | 62’ Mazzarani |

| Arbitro: | Viotti (Tivoli) |

|            |           |                           |
| Bogdan 82’ | Marcatori | 34’ Squillace 67’ Bollino |

| Arbitro: | Maggioni (Lecco) |

|                        |           |             |
| Bianchimano 17’, 90+4’ | Marcatori | 42’ Curiale |

| Arbitro: | Cipriani (Empoli) |

|                                           |           |               |
| Curiale 4’, 38’ Di Grazia 8’ Russotto 82’ | Marcatori | 60’ Jovanovic |

| Arbitro: | Sozza (Seregno) |

|                          |           |                                                 |
| Regolanti 32’ Scarpa 83’ | Marcatori | 49’ Di Grazia 62’ F. Ripa 78’, 89’ Lodi 86’ Aya |

| Arbitro: | Valiante (Salerno) |

|              |           |  |
| Caccetta 54’ | Marcatori |  |

| Arbitro: | Volpi (Arezzo) |

|  |           |                 |
|  | Marcatori | 90+3’ Mazzarani |

| Arbitro: | Natilla (Molfetta) |

|                           |           |  |
| Di Grazia 61’ Curiale 64’ | Marcatori |  |

| Arbitro: | Prontera (Bologna) |

|                             |           |  |
| Silvestri 29’ Reginaldo 42’ | Marcatori |  |

| Arbitro: | Perotti (Legnano) |

|             |           |             |
| Curiale 71’ | Marcatori | 57’ Sartore |

| Arbitro: | Massimi (Termoli) |

|  |           |                              |
|  | Marcatori | 29’ Curiale 55’, 71’ F. Ripa |

#### Girone di ritorno
| Arbitro: | Robilotta (Sala Consilina) |

|             |           |                                     |
| Galasso 79’ | Marcatori | 16’ Fornito 31’ Curiale 60’ F. Ripa |

| Arbitro: | Camplone (Pescara) |

|             |           |                 |
| Fornito 19’ | Marcatori | 7’, 14’ Padovan |

| Arbitro: | Maggioni (Lecco) |

|               |           |                 |
| Di Piazza 66’ | Marcatori | 19’ (rig.) Lodi |

| Arbitro: | Cipriani (Empoli) |

|             |           |  |
| Tedeschi 3’ | Marcatori |  |

| Arbitro: | Fiorini (Frosinone) |

|  |           |                           |
|  | Marcatori | 53’ F. Ripa 79’ Mazzarani |

| Arbitro: | Sozza (Fermo) |

|                        |           |                        |
| Barisic 31’ Manneh 88’ | Marcatori | 18’ Mungo 26’ Bruccini |

| Arbitro: | Proietti (Terni) |

|                                                          |           |  |
| Salvemini 33’ Genchi 37’ Sounas 60’ Longo 83’ Mangni 85’ | Marcatori |  |

| 25 febbraio 2018, ore CET 27ª giornata |  | – Turno di riposo Catania |  |  |

| Arbitro: | Schirru (Nichelino) |

|             |           |  |
| Curiale 70’ | Marcatori |  |

| Lentini 11 marzo 2018, ore 18.30 CET 29ª giornata | Sicula Leonzio | 0 – 0 (0 - 0) | Catania | Stadio Angelino Nobile (3.500 spett.)\| Arbitro: \| Volpi (Arezzo) \| |
| Arbitro:                                          | Volpi (Arezzo) |               |         |                                                                       |

| Arbitro: | Dionisi (L'Aquila) |

|                 |           |            |
| Curiale 4’, 51’ | Marcatori | 80’ Laezza |

| Arbitro: | Valiante (Salerno) |

|               |           |             |
| Delvino 90+2’ | Marcatori | 56’ Barisic |

| Arbitro: | Mei (Pesaro) |

|                                                                     |           |  |
| Biagianti 11’ Barisic 21’, 62’ Mazzarani 41’ Curiale 85’ Bogdan 88’ | Marcatori |  |

| Arbitro: | Camplone (Pescara) |

|  |           |                                                   |
|  | Marcatori | 48’ Barisic 53’ Curiale 85’ F. Ripa 90+1’ Porcino |

| Catania 8 aprile 2018, ore CEST 34ª giornata | Catania            | 0 – 0 referto | Juve Stabia | Stadio Angelo Massimino (14.090 spett.)\| Arbitro: \| Zanonato (Vicenza) \| |
| Arbitro:                                     | Zanonato (Vicenza) |               |             |                                                                             |

| Arbitro: | Paterna (Teramo) |

|             |           |                                    |
| Pastore 59’ | Marcatori | 33’ Lodi 48’ Curiale 50’ Mazzarani |

| Arbitro: | Massimi (Termoli) |

|                   |           |                          |
| Lodi 90+4’ (rig.) | Marcatori | 50’ Palumbo 90+2’ Marras |

| Arbitro: | Marchetti (Ostia Lido) |

|                            |           |              |
| Di Livio 43’ Sernicola 90’ | Marcatori | 50’ Russotto |

| Arbitro: | Robilotta (Sala Consilina) |

|                                                                    |           |                   |
| Mazzarani 25’ Russotto 35’ Brodic 48’, 52’ Rizzo 84’ Di Grazia 90’ | Marcatori | 74’ (aut.) Bucolo |

### Play-off
| Arbitro: | Dionisi (L'Aquila) |

|                   |           |             |
| Guerra 45’ (rig.) | Marcatori | 77’ F. Ripa |

| Arbitro: | Amabile (Vicenza) |

|                          |           |  |
| Barisic 59’ Russotto 71’ | Marcatori |  |

| Arbitro: | Robilotta (Sala Consilina) |

|             |           |  |
| Marotta 60’ | Marcatori |  |

| Arbitro: | Maggioni (Lecco) |

|                                           |                      |                                       |
| Curiale 59’ Lodi 71’ (rig.)               | Marcatori            | 30’ C. Santini                        |
| Lodi Curiale Blondett Di Grazia Mazzarani | Tiri di rigore 3 – 4 | Gerli Damian Bulevardi Sbraga Marotta |

### Coppa Italia Serie C

#### Fase a girone
Girone L
| Arbitro: | Pasciuta (Agrigento) |

|                                       |           |                             |
| Curiale 67’ Pozzebon 72’ Russotto 75’ | Marcatori | 13’ Arcidiacono 65’ Bollino |

| Arbitro: | Marchetti (Ostia Lido) |

|  |           |                                                                      |
|  | Marcatori | 21’, 29’ F. Ripa 69’ Correia 72’ Rossetti 79’ Tedeschi 89’ Mazzarani |

#### Sedicesimi di Finale
| Arbitro: | Zingarelli (Siena) |

|              |           |                 |
| Russotto 78’ | Marcatori | 55’ 76’ Liguori |

## Statistiche

### Statistiche di squadra
- Statistiche aggiornate al 28 dicembre 2017.

| Competizione         | Punti                 | In casa | In casa | In casa | In casa | In casa | In casa | In trasferta | In trasferta | In trasferta | In trasferta | In trasferta | In trasferta | Totale | Totale | Totale | Totale | Totale | Totale | D.R. |
| Competizione         | Punti                 | G       | V       | N       | P       | Gf      | Gs      | G            | V            | N            | P            | Gf           | Gs           | G      | V      | N      | P      | Gf     | Gs     | D.R. |
| -------------------- | --------------------- | ------- | ------- | ------- | ------- | ------- | ------- | ------------ | ------------ | ------------ | ------------ | ------------ | ------------ | ------ | ------ | ------ | ------ | ------ | ------ | ---- |
| Serie C              | 70                    | 18      | 11      | 4       | 3       | 35      | 13      | 18           | 10           | 3            | 5            | 30           | 18           | 36     | 21     | 7      | 8      | 65     | 31     | +34  |
| Play-off             | Semifinale            | 2       | 2       | 0       | 0       | 4       | 1       | 2            | 0            | 1            | 1            | 1            | 2            | 4      | 2      | 1      | 1      | 5      | 3      | +2   |
| Coppa Italia Serie C | 3º turno eliminatorio | 2       | 1       | 0       | 1       | 4       | 4       | 1            | 1            | 0            | 0            | 6            | 0            | 3      | 2      | 0      | 1      | 10     | 4      | +6   |
| Totale               | 70                    | 22      | 14      | 4       | 4       | 43      | 18      | 21           | 11           | 4            | 6            | 37           | 20           | 43     | 25     | 8      | 10     | 80     | 38     | +42  |

### Andamento in campionato
| Giornata  | 1 | 2  | 3 | 4 | 5 | 6 | 7 | 8 | 9 | 10 | 11 | 12 | 13 | 14 | 15 | 16 | 17 | 18 | 19 | 20 | 21 | 22 | 23 | 24 | 25 | 26 | 27 | 28 | 29 | 30 | 31 | 32 | 33 | 34 | 35 | 36 | 37 | 38 |
| --------- | - | -- | - | - | - | - | - | - | - | -- | -- | -- | -- | -- | -- | -- | -- | -- | -- | -- | -- | -- | -- | -- | -- | -- | -- | -- | -- | -- | -- | -- | -- | -- | -- | -- | -- | -- |
| Luogo     | C | T  | C | T | C | T | C |   | T | C  | T  | C  | T  | C  | T  | C  | T  | C  | T  | T  | C  | T  | C  | T  | C  | T  | T  | C  | T  | C  | T  | C  | T  | C  | T  | C  | T  | C  |
| Risultato | N | P  | V | V | V | V | V |   | V | P  | P  | V  | V  | V  | V  | V  | P  | N  | V  | V  | P  | N  | V  | V  | N  | P  |    | V  | N  | V  | N  | V  | V  | N  | V  | P  | P  | V  |
| Posizione | 7 | 12 | 4 | 2 | 2 | 2 | 1 |   | 2 | 2  | 4  | 2  | 2  | 2  | 2  | 2  | 3  | 3  | 2  | 2  | 2  | 2  | 2  | 2  | 2  | 2  | 2  | 2  | 3  | 3  | 3  | 3  | 2  | 2  | 3  | 2  | 2  | 2  |

Legenda:

Luogo: C = Casa; T = Trasferta. Risultato: V = Vittoria; N = Pareggio; P = Sconfitta.